# 坂井健一
坂井 健一（さかい けんいち、1925年10月1日 - 2020年11月12日）は、日本の中国語・日本語学者。
新潟市生まれ。1950年東京文理科大学漢文学科卒。1952年同研究科退学。1952年東京都立小松川高等学校教諭、1962年日本大学文理学部講師、1965年助教授、1971年教授。1995年定年、名誉教授。1979年「魏晋南北朝字音研究 経典釈文所引音義攷」で日本大学文学博士。2006年瑞宝中綬章受勲。

## 著書
- 『魏晋南北朝字音研究 経典釈文所引音義攷』汲古書院 1975
- 『中国語学研究』坂井健一博士著作刊行委員会編 汲古書院 1995

### 編著
- 『明代日本語資料集成』編 汲古書院 1971
- 『明代日本語資料集成 語彙篇』編 汲古書院 1971
- 『『今蜀俚語類録』訳語彙集』共編　1991
- 彭湃編『四川奉節語方言語彙訳語集』共編 1993
- 『四川遂寧語方言語彙訳語集』共編 1994
- 『天津方言語彙訳語集』共編 音韻学研究会 1996
- 『宋本廣韻全譯』全12分冊 編 汲古書院 1998-2008

## 論文
- <坂井健一